# کلسی هارشمن
کلسی هارشمن (انگلیسی: Kelsey Harshman؛ زادهٔ ۱۰ نوامبر ۱۹۹۶) بازیکن سافت‌بال اهل کانادا است.
وی در مسابقات کشوری و بین‌المللی در مجموع برندهٔ ۱ مدال برنز شده‌است.